# Megaselia huachuca
Megaselia huachuca är en tvåvingeart som beskrevs av Borgmeier 1966. Megaselia huachuca ingår i släktet Megaselia och familjen puckelflugor.
Artens utbredningsområde är Arizona. Inga underarter finns listade i Catalogue of Life.